# (6323) Karoji
(6323) Karoji est un astéroïde de la ceinture principale.

## Description
(6323) Karoji est un astéroïde de la ceinture principale. Il fut découvert le 14 février 1991 à Kitami par Kin Endate et Kazuro Watanabe. Il présente une orbite caractérisée par un demi-grand axe de 2,64 UA, une excentricité de 0,13 et une inclinaison de 5,2° par rapport à l'écliptique.

## Compléments